# Antigua Guatemala
Antigua Guatemala városa (nevének jelentése: „régi Guatemala”, korábbi neve Santiago de los Caballeros (de Guatemala)) a guatemalai Sacatepéquez megye székhelye. Korábban a Guatemalai Kapitányság fővárosa volt, de egy 1773-as földrengés romba döntötte, ezért a fővárost hamarosan új helyre költöztették, a mai Guatemalavárosba. Antigua Guatemala később újjáéledt, tovább fejlődött, de régi jelentőségét soha nem nyerte vissza. Számos történelmi emléke miatt a várost az UNESCO 1979-ben a Világörökség részévé nyilvánította.

## Földrajz
A település Guatemala középső részétől délre, Sacatepéquez megye közepén, a tenger szintje felett mintegy 1500 méterrel helyezkedik el a Chiapasi-Sierra Madre hegység hegyei között. Tőle délre 10 km távolságra található az Agua nevű kialudt, délkeletre 15–20 km-re pedig az Acatenango nevű szunnyadó és a Fuego nevű aktív tűzhányó. A város régebbi utcái szinte kizárólag észak–déli és kelet–nyugati irányúak, így sakktáblaszerű hálózatot alkotnak. A belvárostól északra emelkedik a Cerro de la Cruz nevű alacsony hegy, ahonnan jó kilátás nyílik a településre.

## Története
Az amerika földrész felfedezése után néhány évtizeddel Hernán Cortés Mexikóból Pedro de Alvaradót bízta meg azzal, hogy az onnan délre levő területeket is fedezze fel és hódítsa meg. Ő mexikói szövetségesekkel kiegészült spanyol seregével elsőként a maja kicsék birodalmát igázta le, majd úgy döntött, az újonnan megszerzett területeknek fővárost alapít. 1524-ben Iximchét, a kicsék fővárosát jelölte ki erre a célra, és új nevet is adott a városnak: La Villa de Santiago de Guatemala. A maják azonban fegyvert fogtak és fellázadtak a fizetendő adók miatt, ezért 1527-ben Jorge de Alvarado az Almolonga-völgyben jelölt ki új helyet egy új fővárosnak: így jött létre az új Santiago de Guatemala, amelyet azonban a közeli Agua vulkánról kiinduló iszapár 1541-ben elpusztított, ezért harmadik fővárost kellett alapítani. Ezúttal a Panchoy-völgyre esett a választás, ahol az 1542-es hivatalos megalapítás után 1543-tól kezdve felépült Santiago de los Caballeros de  Guatemala, a mai Antigua Guatemala. Eredetileg 5000 lakóra tervezték, a legfontosabb családokat a központba telepítették be, utánuk pedig a többi spanyol és mesztic család következett. A következő valamivel több mint két évszázad során a település fontos gazdasági, politikai, egyházi és oktatási központtá vált, számos egyházi és világi épület épült fel benne. Ezekben az időkben az a birodalom, a Guatemalai Kapitányság, amelynek fővárosa volt, egészen a mai mexikói Chiapastól a mai Costa Ricáig húzódott.
Az évszázadok során több földrengés is történt, gyakori volt, hogy egyes épületek megrongálódtak, de ezeket mindig felújították, újjáépítették, időnként eredeti reneszánsz stílusukban, időnként barokk stílusban átalakítva. 1773-ban azonban, amikor már mintegy 70 000-en éltek itt, olyan pusztító földrengés következett be, amely nem csak néhány épületet döntött romba, hanem a város szinte teljes egészét, ezért a főváros harmadszor is költözésre kényszerült: 1776-ban így jött létre La Nueva Guatemala de la Asunción, a mai Guatemalaváros.

## Turizmus, látnivalók
Antigua Guatemala fő látnivalói a több évszázados templomok, kápolnák, kolostorok és egyéb épületek, amelyek közül némelyik a földrengések miatt romos állapotban maradt meg, némelyiket azonban újjáépítették, felújították. A jelentősebb műemlékek:
- Kapitánysági palota – építésére III. Károly spanyol király adott meghatalmazást 1763-ban, ezért homlokzatán többek között a Bourbon-ház faragott címere is szerepel.
- Városháza – 1743. november 19-én avatták fel.
- Szent József-székesegyház és érseki palota – 1680. november 6-án adták át rendeltetésüknek.
- Szent Katalin-kapuív – 1694-re épült fel abból a célból, hogy a tetején levő zárt folyosón keresztül a kolostornak az utca két oldalán levő két része között közlekedhessenek azok az apácák, akiknek a nyilvánosság előtt nem szabadott mutatkozniuk.[5]
- Az egykori Borromeo Szent Károly Egyetem épülete – 1676-ban alapították, 1936 óta múzeum.
- Könyvmúzeum – 1660-ban Payo Enríquez de Rivera itt alapította az első nyomdát.
- Főtér – park a belvárosban, itt található többek között a Szirének kútja nevű szökőkút is.
- Nuestra Señora de La Merced-templom és -kolostor
- Aquinói Szent Tamás-kollégium
- Szent Ferenc-templom – itt nyugszanak Pedro de San José de Betancur földi maradványai.
- Nuestra Señora del Pilar-kolostor (kapucinus) – ma műemlékvédelmi irodák működnek benne.
- Nuestra Señora de Belén-otthon
- La Paz tér
- Kálváriatemplom
- Nuestra Señora de la Asunción-szeminárium
- La Recolección-templomrom
- A királyi vám épülete
- A királyi pénzverő épülete
- Jezsuita-emlékmű

## Kultúra
A környék őslakói a maja kakcsikelek, de ma a népesség többsége már spanyol eredetű, igaz, nem feltétlenül guatemalai, hiszen a városban már a külföldi ingatlantulajdonosok vannak többségben. Ennek ellenére a spanyol mellett elterjedt a kakcsikel nyelv használata is, a fő vallás pedig a római katolikus. Ez utóbbi ténynek köszönhető, hogy a város egyik legfőbb ünnepe július 25., a védőszent, Szent Jakab napja, emellett pedig az év során számos vallási jellegű felvonulást, zarándoklatot, népünnepélyet tartanak.

## Sport
A város labdarúgócsapata az Antigua Guatemala FC, amely hazai mérkőzéseit az Estadio Pensativo stadionban játssza. A zöld–fehér színekkel rendelkező klub kétszeres guatemalai bajnok (2015 Apertura, 2016 Apertura).

## Képek

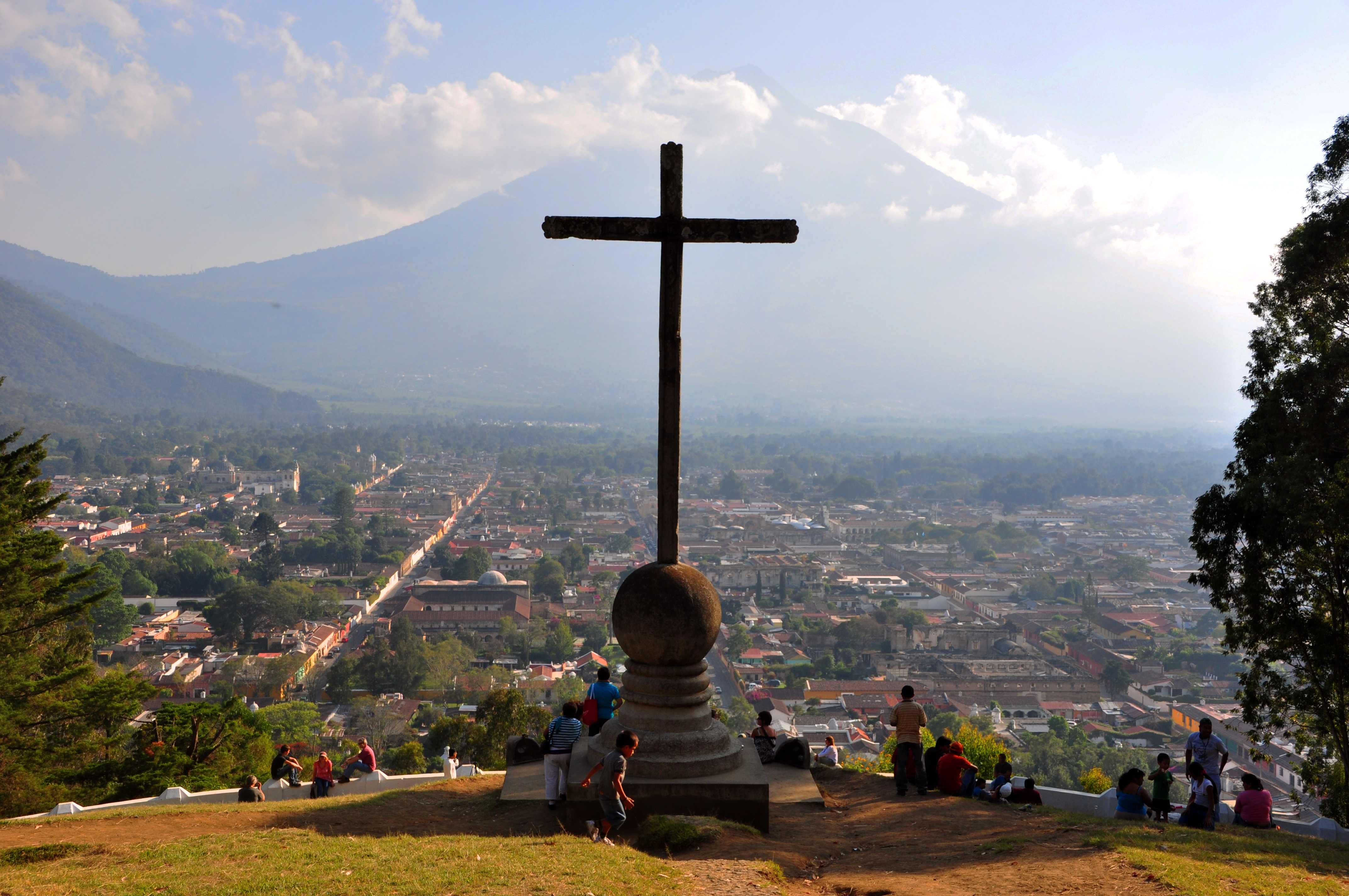
Kilátás a városra a Cerro de la Cruz hegyről
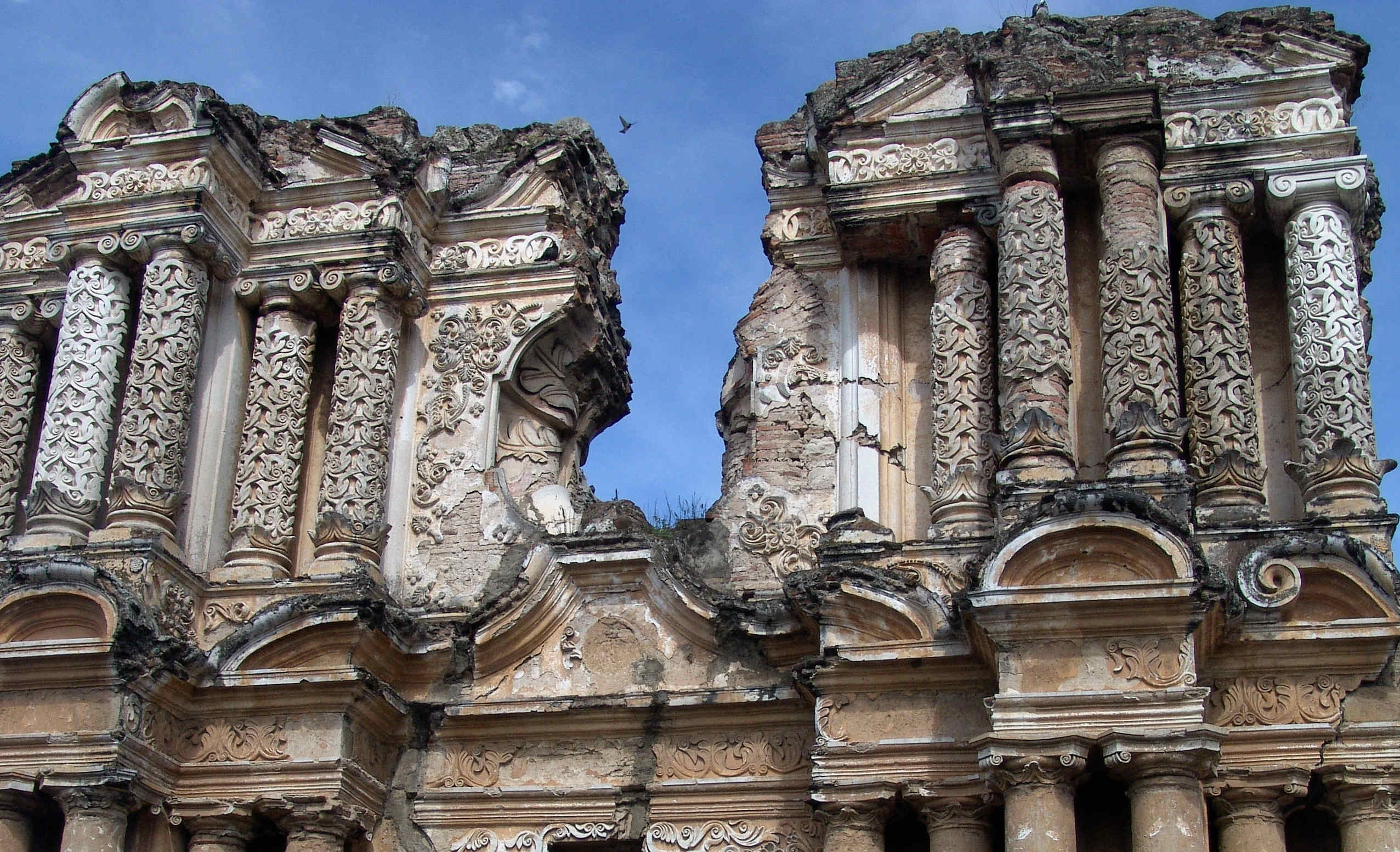
Régi romok
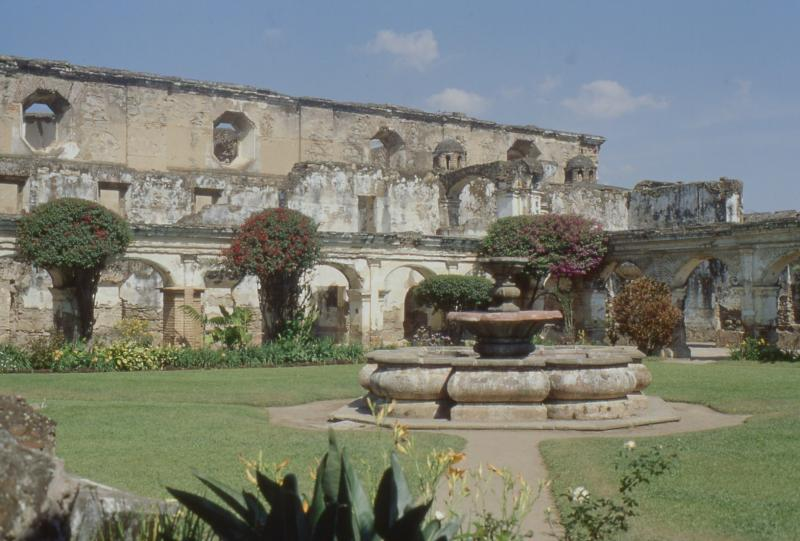
A Szent Klára-kolostor maradványai
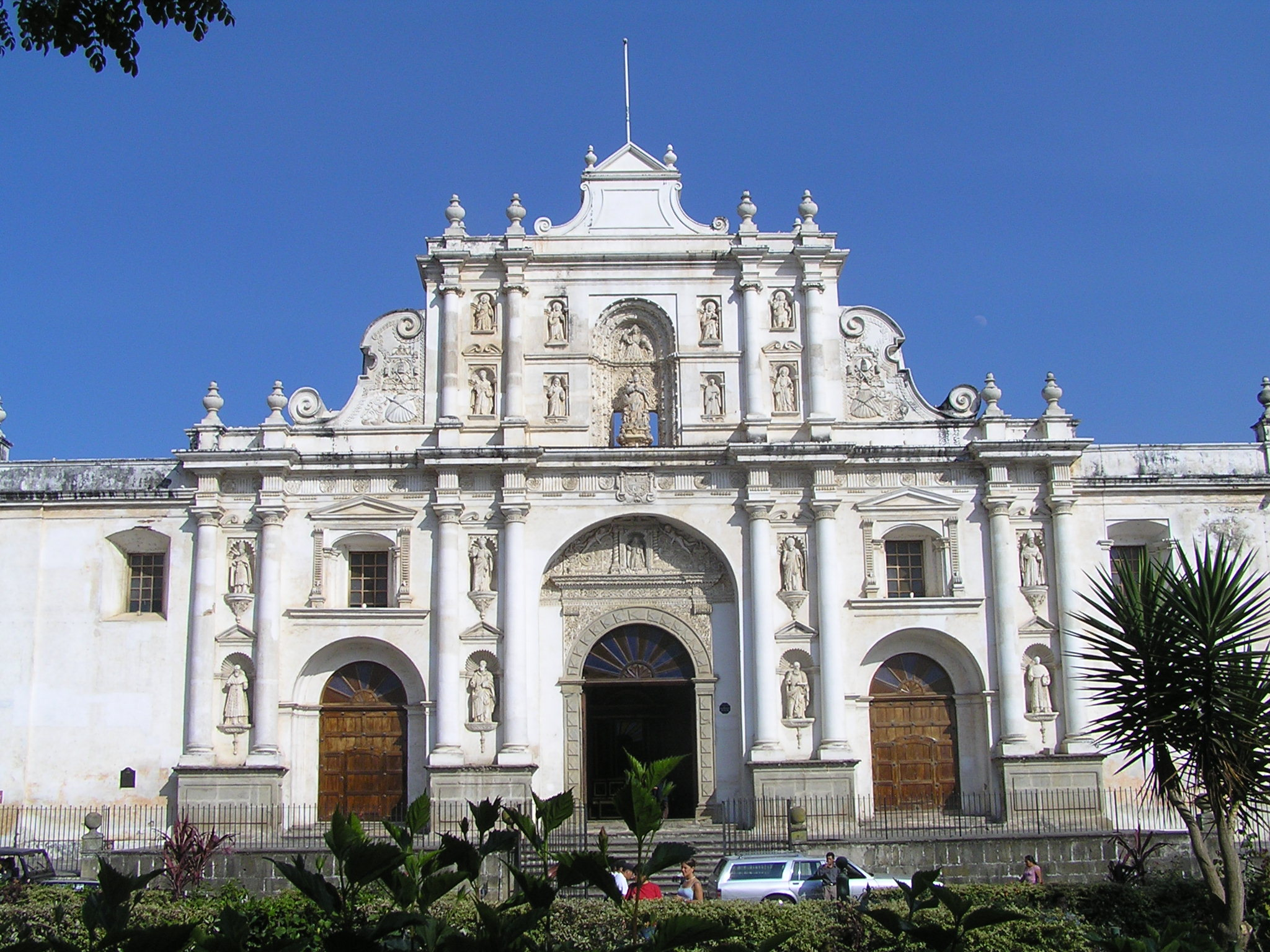
A Szent József-székesegyház
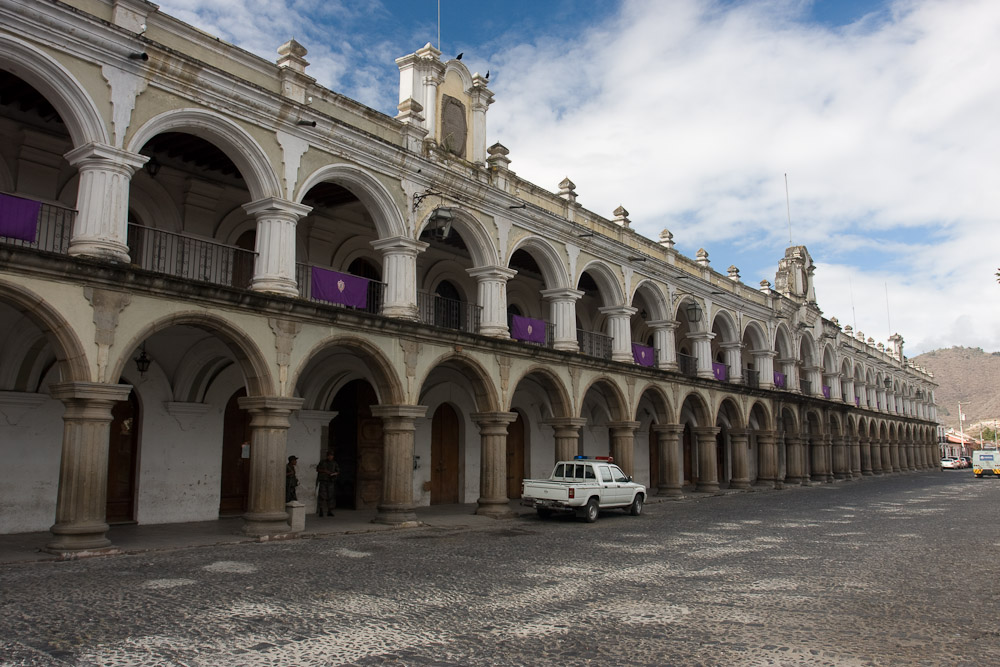
A kapitánysági palota